# (73940) 1997 SX10
1997 أس أكس 10 (ويعرف أيضًا باسم (73940) 1997 أس أكس 10 وفق تسمية الكوكب الصغير) (بالإنجليزية: 1997 SX10)‏؛ هو كويكب ضمن حزام الكويكبات.
اكتُشف هذا الجُرم الفلكي بواسطة تاكاو كوباياشي في 27 سبتمبر 1997، وترتيبه 73940 من حيث الاكتشاف.

## الوصف
اكتُشف 739401997SX في 27 سبتمبر 1997 في مرصد أويزومي الفلكي، الواقع في أويزومي، محافظة غونما في اليابان، بواسطة عالم الفلك الياباني تاكاو كوباياشي. وقد رصد المشروع 432 مشاهدة للكويكب إلى غاية 5 فبراير 2022 بتوقيت منطقة المحيط الهادئ، أي في مدة قدرها 8,888 يومًا (24.4 عام). تستغرق الفترة المدارية للكويكب 2,030 يومًا (5.6 عام).

## الخصائص المدارية
يتميز مدار هذا الكويكب بنصف محور رئيسي يبلغ 3.13 وحدة فلكية، وحضيض قدره 2.3 وحدة فلكية، وانحراف قدره 0.267 وزاوية ميلان 4.88 درجة بالنسبة لمسار الشمس. بسبب هذه الخصائص، أي نصف المحور الرئيسي بين 2 و3.2 وحدة فلكية وحضيض أكبر من 1,666 وحدة فلكية، يُصنف هذا الجُرم الفلكي وفقًا لقاعدة بيانات مختبر الدفع النفاث لأجرام النظام الشمسي الصغيرة كائنًا من حزام الكويكبات الرئيسي.

## وصلات خارجية
- (73940) 1997 SX10 في قاعدة بيانات مختبر الدفع النفاث لأجرام النظام الشمسي الصغيرة

- الاكتشاف · مخطط المدار ·  العناصر المدارية · المعلمات المادية

- (73940) 1997 SX10 على موقع ويكي سكاي: DSS2, SDSS, GALEX, IRAS, Hydrogen α, X-Ray, Astrophoto, Sky Map, Articles and images